# Глобенко, Николай Михайлович
Николай Михайлович Глобенко (укр. Микола Михайлович Глобенко; настоящая фамилия — Оглоблин; 19 февраля 1902 Ново-Егоровка — 29 мая 1957, Мужен) — украинский литературовед, историк литературы, литературный критик и педагог .

## Биография
Родился 19 февраля 1902 г. в селе Новоегоровка, ныне Двуречанского района Харьковской области в семье священника. .
Окончил Харьковский институт народного образования. В советское время часто подвергался репрессиям за своё социальное происхождение. В оккупированном нацистами Харькове работал в редакции газеты «Новая Украина». В 1943 году, после освобождения Харькова Красной Армией, эмигрировал. В Мюнхене был редактором газеты «Українська трибуна».
Действительный член Научного общества имени Тараса Шевченко, профессор Украинского свободного университета, заместитель редактора «Энциклопедии украиноведения».
Умер 29 мая 1957 года в городе Мужен (Франция).

## Творчество
Автор исследований «1845 рік у творчості Т. Шевченка», «Новітній етап боротьби за Шевченка», «Заборонена правда», «Оповідання в українській прозі 20 століття», множества статей в «Энциклопедии украиноведения» .

## Сочинения
- Заповіт батьків. «Культура і побут», 1928, № 8
- Українська література. Мюнхен, 1947
- До питань вивчення барокової доби на Україні. «Україна» (Париж), 1952, № 8
- Літературне життя на підсовєтській Україні: Проза 1920-30-х років. Мюнхен-Париж, 1952
- Історія української совєтської літератури в офіційній інтерпретації. «Український збірник», 1956, № 7
- «Тератургіма» А.Кальнофойського в її зв’язках із старокиївською літературою. В кн.: Українська літературна газета: Збірник. Мюнхен, 1956
- Історико-літературні статті. Нью-Йорк-Париж-Мюнхен, 1958
- З літературознавчої спадщини. Париж, 1961.